# Гощанська селищна рада
Гощанська се́лищна ра́да — орган місцевого самоврядування в Гощанському районі Рівненської області. Адміністративний центр — селище міського типу Гоща.

## Загальні відомості
- Гощанська селищна рада утворена в 1940 році.
- Територія ради: 17,829 км²
- Населення ради: 5 360 осіб (станом на 1 січня 2011 року)
- Територією ради протікає річка Горинь.

## Населені пункти
Селищній раді підпорядковані населені пункти:
- смт Гоща

## Склад ради
Рада складається з 22 депутатів та голови.
- Голова ради: Панчук Микола Миколайович
- Секретар ради: Ткачук Дмитро Петрович

### Керівний склад попередніх скликань
| ПІБ                         | Основні відомості                                   | Дата обрання | Дата звільнення |
| --------------------------- | --------------------------------------------------- | ------------ | --------------- |
| Макотера Валерій Андрійович | Селищний голова, 1954 року народження, безпартійний | 26.03.2006   | 31.10.2010      |
| Макотера Валерій Андрійович | Селищний голова, 1954 року народження, безпартійний | 31.10.2010   | 11.11.2015      |
| Панчук Микола Миколайович   | Селищний голова, безпартійний                       | 25.10.2015   |                 |

Примітка: таблиця складена за даними сайту Верховної Ради України

### Депутати
За результатами місцевих виборів 2010 року депутатами ради стали:

#### За суб'єктами висування
| Суб'єкт висування                                       | Кількість обраних депутатів | %    |
| ------------------------------------------------------- | --------------------------- | ---- |
| Самовисування                                           | 22                          | 73,3 |
| Політична партія Всеукраїнське об'єднання «Батьківщина» | 5                           | 16,7 |
| Українська Народна Партія                               | 2                           | 6,7  |
| Соціалістична партія України                            | 1                           | 3,3  |

#### За округами
| № округу                                                | Прізвище, ім'я, по батькові       | Дата визнання обраним | Освіта                    | Партійна приналежність                        | Відомості про обраного депутата |
| ------------------------------------------------------- | --------------------------------- | --------------------- | ------------------------- | --------------------------------------------- | --- |
| Політична партія Всеукраїнське об'єднання «Батьківщина» |                                   |                       |                           |                                               | |
| 1                                                       | Карчевський Олександр Миколайович | 02.11.2010            | Освіта вища               | позапартійний                                 | Гощанська районна державна гімназія, вчитель |
| 2                                                       | Самчук Ірина Титівна              | 02.11.2010            | Освіта вища               | позапартійна                                  | Гощанська районна державна гімназія, вчитель |
| 4                                                       | Файлер Сергій Давидович           | 02.11.2010            | Освіта вища               | член Всеукраїнського об'єднання «Батьківщина» | Гощанський районний відділ «Центр ДЗК», в.о. начальника                                                                                                 |
| 8                                                       | Прокопчук Володимир Миколайович   | 02.11.2010            | Освіта вища               | член Всеукраїнського об'єднання «Батьківщина» | приватний підприємець |
| 29                                                      | Дацюк Віктор Іванович             | 02.11.2010            | Освіта середня            | позапартійний                                 | Гощанська ЦРЛ, водій |
| Соціалістична партія України                            |                                   |                       |                           |                                               | |
| 14                                                      | Солодка Юлія Володимирівна        | 02.11.2010            | Освіта вища               | позапартійна                                  | Гощанський районний суд, консультант |
| Українська Народна Партія                               |                                   |                       |                           |                                               | |
| 24                                                      | Демченко Тамара Василівна         | 02.11.2010            | Освіта середня спеціальна | позапартійна                                  | Гощанська ЦРЛ, головна медсестра |
| 27                                                      | Лопуга Марія Павлівна             | 02.11.2010            | Освіта середня спеціальна | позапартійна                                  | пенсіонер |
| Самовисування                                           |                                   |                       |                           |                                               | |
| 3                                                       | Хідашелі Тамара Важаївна          | 02.11.2010            | Освіта вища               | позапартійна                                  | Гощанська районна державна адміністрація, завідувачка сектору контролю апарату районної державної адміністрації                                         |
| 5                                                       | Іванюк Наталія Петрівна           | 02.11.2010            | Освіта середня спеціальна | член Української партії «Єдність»             | Гощанська селищна рада, діловод |
| 6                                                       | Довгалюк Валерій Володимирович    | 02.11.2010            | Освіта вища               | член Всеукраїнського об'єднання «Батьківщина» | Гощанська дільниця ВКГ «Рівнеоблводока-нал», начальник                                                                                                  |
| 7                                                       | Гуда Марія Григорівна             | 02.11.2010            | Освіта середня спеціальна | позапартійна                                  | Гощанська селищна рада, майстер по благоустрою |
| 9                                                       | Наконечний Юрій Миколайович       | 02.11.2010            | Освіта вища               | позапартійний                                 | Гощанська міжрайонна державна податкова інспекція, завідувач юридичного сектору                                                                         |
| 10                                                      | Помянська Тамара Миколаївна       | 02.11.2010            | Освіта вища               | позапартійна                                  | Гощанська загальноосвітня школа, вчитель |
| 11                                                      | Собчук Григорій Якович            | 02.11.2010            | Освіта вища               | позапартійний                                 | Гощанський районний центр дітей, юнацтва та молоді, заступник директора з навчально-виховної роботи                                                     |
| 12                                                      | Процюк Віктор Михайлович          | 02.11.2010            | Освіта вища               | член Політичної партії «Сильна Україна»       | Головне управління статистики в Рівненській області, головний спеціаліст-економіст відділу ЄДРПОУ та статистичних реєстрів                              |
| 13                                                      | Павлюк Світлана Володимирівна     | 02.11.2010            | Освіта вища               | позапартійна                                  | Відділ ДВС Острозького районного управління юстиції, заступник начальника                                                                               |
| 15                                                      | Колесник Роза В'ячеславівна       | 02.11.2010            | Освіта вища               | позапартійна                                  | Управління праці та соціального захисту населення Гощанської районної державної адміністрації, начальник                                                |
| 16                                                      | Гуменюк Ірина Олександрівна       | 02.11.2010            | Освіта вища               | позапартійна                                  | Управління праці та соціального захисту населення Гощанської районної державної адміністрації, начальник відділу соціальних виплат, допомог та субсидій |
| 17                                                      | Чернюк Галина Петрівна            | 02.11.2010            | Освіта вища               | позапартійна                                  | Гощанський районний центр зайнятості, начальник відділу                                                                                                 |
| 18                                                      | Сливка Оксана Леонтіївна          | 02.11.2010            | Освіта вища               | член Української партії «Єдність»             | Гощанська селищна рада, секретар |
| 19                                                      | Дяченко Руслан Юрійович           | 02.11.2010            | Освіта вища               | позапартійний                                 | Гощанська районна державна адміністрація, державний реєстратор                                                                                          |
| 20                                                      | Червінко Едуард Юрійович          | 02.11.2010            | Освіта середня спеціальна | член Партії регіонів                          | ТзОВ «Континент Нафто Трейд», оператор автозаправної станції                                                                                            |
| 21                                                      | Марчук Анатолій Дмитрович         | 02.11.2010            | Освіта вища               | позапартійний                                 | Гощанська районна державна адміністрація, в.о. начальника відділу фінансово-господарського забезпечення                                                 |
| 22                                                      | Хомазюк Степан Святославович      | 02.11.2010            | Освіта вища               | позапартійний                                 | ДВКГ Гощанського районного підприємства «Рівнеоблводоканалу», диспетчер                                                                                 |
| 23                                                      | Нерода Олег Миколайович           | 02.11.2010            | Освіта вища               | позапартійний                                 | Гощанська міжрайонна державна податкова інспекція, перший заступник начальника                                                                          |
| 25                                                      | Андріюк Сергій Миколайович        | 07.08.2011            | Освіта вища               | позапартійний                                 | Гощанський районний суд, судовий розпорядник |
| 26                                                      | Ткачук Сергій Петрович            | 02.11.2010            | Освіта вища               | позапартійний                                 | ПП «Рівненська земельна компанія», інженер-землевпорядник                                                                                               |
| 28                                                      | Захарець Василь Олександрович     | 02.11.2010            | Освіта середня            | позапартійний                                 | Гощанська районна рада, завідувач господарства районної ради                                                                                            |
| 30                                                      | Тутушкін Василь Іванович          | 02.11.2010            | Освіта вища               | позапартійний                                 | Управління Держкомзему в Гощанському районі, заступник начальника                                                                                       |